# Nam Sang-mi
Nam Sang-mi née le 3 mai 1984 à Yeongju, est une actrice sud-coréenne.

## Biographie
Nam Sang-mi travaillait dans un restaurant Lotteria près de l'Université de Hanyang à l'automne 2001 lorsque quelqu'un a publié ses photos personnelles sur Internet. Sa popularité en tant que ulzzang a conduit à sa découverte en tant qu'actrice. Elle a fait ses débuts dans la série mélodrame de 2003  Love Letter, et a commencé sa carrière d'actrice en jouant de petits rôles dans des films, des séries télévisées et des publicités. Son premier rôle principal est venu avec Sweet Spy en 2005. Cela a été suivi par des rôles principaux dans une comédie dramatique Bad Family (2006) et drame romantique d'action Time Between Dog and Wolf (2007).
En 2008, Nam a joué le rôle d'un chroniqueur culinaire en herbe dans Gourmet, une série à succès basée sur le manhwa Sikgaek de Huh Young-man.
Nam a déclaré à propos de son rôle dans le film d'horreur Possessed (2009), "Au moment où j'ai lu le scénario, je voulais vraiment cette partie. Après une si longue période loin des films, ça m'a excité, et je peux montrer un côté complètement différent de celui que j'ai montré dans les drames." Elle a ensuite joué le personnage principal dans une comédie dramatique romantique Invincible Lee Pyung Kang.
Après avoir joué dans le court métrage d'un ami proche Ku Hye-sun You (2010), Ku l'a choisie comme la principale dame de son deuxième long métrage The Peach Tree (2012). Pendant ce temps, sur le petit écran, Nam a joué dans le drame musical rétro Lights and Shadows (2011) et comédie dramatique romantique Goddess of Marriage (2013).
En 2014, Nam a retrouvé  Time Between Dog and Wolf costar Lee Joon-gi dans le drame d'époque Gunman in Joseon,. Cela a été suivi d'un rôle principal dans le film comique Slow Video.
En 2017, Nam a joué dans la comédie dramatique de bureau Good Manager,. En 2018, Nam a joué dans la série de thrillers mystères, Let Me Introduce Her.

## Vie personnelle
Nam a épousé un homme d'affaires dans une petite église du comté de Yangpyeong, Gyeonggi le 24 janvier 2015,,,. Elle a donné naissance à une petite fille dans l'après-midi du 12 novembre 2015,.